# Giovanni Caccia-Piatti

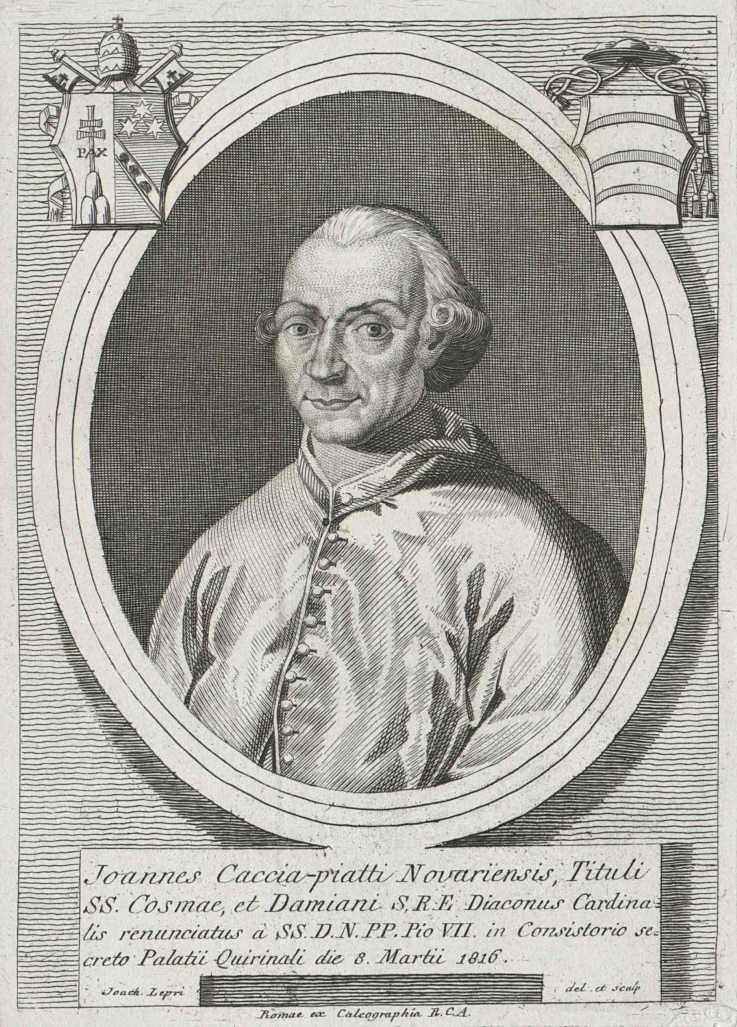
Giovanni Kardinal Caccia-Piatti

Giovanni Caccia-Piatti, auch Giovanni Cacciapiatti (* 8. März 1751 in Novara; † 15. September 1833 ebenda) war ein italienischer Kurienkardinal.

## Kirchliche Laufbahn
Caccia-Piatti wurde im Konsistorium vom 8. März 1816 von Papst Pius VII. zum Kardinaldiakon ernannt und erhielt die Titeldiakonie Santi Cosma e Damiano zugewiesen. Von 1823 bis 1825 war er Kämmerer des Heiligen Kardinalskollegiums. Kardinal Caccia-Piatti nahm am Konklave 1823 teil, das Leo XII. zum Papst wählte. Ferner war er beim Konklave 1829 an der Wahl von Pius VIII. beteiligt. Er wurde Präfekt der Apostolischen Signatur. Am Konklave 1830–1831, bei dem Gregor XVI. zum Papst erhoben wurde, nahm er nicht teil.
Er starb in Novara und wurde in der dortigen Kirche Sant’Eufemia beigesetzt.